# Hanis Jaya Surya
Hanis Nazirul Jaya Surya (30 settembre 2001) è un tuffatore malese.

## Biografia
Ai Giochi del Commonwealth è arrivato quarto nel sincro 10 metri con Jellson Jabillin.
Ha rappresentato la nazionale malese ai Giochi asiatici di Giacarta 2018 nel concorso dei tuffi sincro 10 metri dove è arrivato quinto con il compagno Jellson Jabillin.
Ai campionati mondiali di nuoto di Gwangju 2019 ha terminato al tredicesimo posto nella piattaforma 10 m sincro, in coppia con Jellson Jabillin a meno di tre punti da Vladimir Harutyunyan e Lev Sargsyan, ultimi dei qualificati alla semifinale.

## Palmarès
| Anno | Manifestazione          | Sede       | Evento     | Risultato | Prestazione | Note  |
| ---- | ----------------------- | ---------- | ---------- | --------- | ----------- | ----- |
| 2018 | Giochi del Commonwealth | Gold Coast | Sincro 10m | 4º        | 385,80 p.   |       |
| 2018 | Giochi asiatici         | Giacarta   | Sincro 10m | 5º        | 356,52 p.   | [ 1 ] |
| 2019 | Mondiali                | Gwangju    | Sincro 10m | 13º Q     | 333,90 p.   |       |